# شاخة السفلى (بوزي)
شاخة السفلى (بالفارسية: شاخه سفلی) هي منطقة سكنية تقع في إيران في قسم بوزي الريفي. يقدر عدد سكانها بـ 248 نسمة .